# Ludvik XIV. Francoski
Ludvik XIV. (rojen kot Louis-Dieudonné), francoski kralj, * 5. september 1638, Saint-Germain-en-Laye, † 1. september 1715, Versailles.
Ludvik XIV. Francoski, znan tudi kot Ludvik Veliki (Louis le Grand) ali Sončni kralj (le Roi Soleil), je bil kralj Francije od leta 1643 do svoje smrti leta 1715. Njegova potrjena vladavina 72 let in 110 dni je najdaljša med vsemi vladarji. Kot emblem dobe absolutizma v Evropi zapuščina Ludvika XIV. vključuje francosko kolonialno širitev, zaključek osemdesetletne vojne, v katero so bili vpleteni tudi Habsburžani, in vpliv na slog likovne umetnosti in arhitekture v Franciji, vključno s preobrazbo palače Versailles v središče kraljeve moči in politike. Razkošen slog Ludvika XIV. je pomagal definirati francoski baročni slog umetnosti in arhitekture ter promoviral njegovo podobo absolutnega vladarja Francije v zgodnjem modernem obdobju.
Ludvik XIV je začel samostojno vladati Franciji leta 1661 po smrti svojega glavnega ministra kardinala Mazarina. Verjel je v božansko pravico kraljev in je nadaljeval delo Ludvika XIII., da bi ustvaril centralizirano državo, ki bi jo upravljala prestolnica. Ludvik XIV. je skušal odpraviti ostanke fevdalizma, ki so še vedno vztrajali v delih Francije, tako da je mnoge pripadnike plemstva prisilil, da so prebivali v njegovi razkošni versajski palači. S tem mu je uspelo pomiriti aristokracijo, od katere jih je veliko sodelovalo v uporih Fronde v času njegove mladoletnosti. V Franciji je utrdil sistem absolutne monarhije, ki je trajal do francoske revolucije.
Ludvik XIV je uveljavil enotnost vere pod vodstvom Katoliške cerkve. Njegov preklic Nanteškega edikta je odpravil pravice hugenotske protestantske manjšine in jih podvrgel valu preganjanj, s čimer so hugenote dejansko prisilili k izselitvi ali spreobrnitvi, s tem pa dejansko uničili francosko protestantsko skupnost.
Med dolgo Ludvikovo vladavino je Francija postala vodilna evropska sila in se je redno bojevala. Konflikt s Španijo je zaznamoval njegovo celotno otroštvo, medtem ko se je Ludvik med svojo osebno vladavino boril v treh velikih celinskih spopadih proti močnim tujim zavezništvom: francosko-nizozemski vojni, devetletni vojni in španski nasledstveni vojni. Poleg tega je Francija sodelovala v krajših vojnah, kot sta vojna devolucije in vojna reunionov. Vojskovanje je definiralo Ludvikovo zunanjo politiko, ki jo je gnala njegova osebna ambicija po slavi in moči: »mešanica trgovine, maščevanja in pikiranja«. Njegove vojne so do skrajnosti obremenile francoske vire, medtem ko se je v miru osredotočil na priprave na naslednjo vojno. Svoje diplomate je učil, da je njihova naloga ustvariti taktične in strateške prednosti za francosko vojsko. Po smrti leta 1715 je Ludvik XIV. svojemu pravnuku in nasledniku Ludviku XV. zapustil močno, a od vojne utrujeno kraljestvo, ki je bilo v velikih dolgovih po vojni za špansko nasledstvo, ki je divjala od leta 1701.
Nekateri njegovi drugi pomembni dosežki vključujejo gradnjo prekopa Canal du Midi, pokroviteljstvo umetnikov in ustanovitev Francoske akademije znanosti.

## Zgodnja leta
Ludvik XIV. se je rodil 5. septembra 1638 v Château de Saint-Germain-en-Laye Ludviku XIII. in Ani Avstrijski. Poimenovali so ga Louis Dieudonné (Ludvik, ki ga je dal Bog) in je od rojstva nosil tradicionalni naslov francoskih prestolonaslednikov: dofen (dauphin). V času njegovega rojstva sta bila njegova starša poročena 23 let. Njegova mati je med letoma 1619 in 1631 štirikrat rodila mrtvorojenega otroka. Vodilni sodobniki so ga zato imeli za božji dar, njegovo rojstvo pa za božji čudež.
Ludvikov odnos z materjo je bil za tisti čas nenavadno ljubeč. Sodobniki in očividci so trdili, da je kraljica ves svoj čas preživela z Ludvikom. Oba sta se zelo zanimala za hrano in gledališče, zato je zelo verjetno, da je Ludvik ta zanimanja razvil skozi tesni odnos z materjo. Ta dolgotrajen in ljubeč odnos je mogoče dokazati z odlomki v Ludvikovih dnevniških zapisih, kot so:
»Narava je bila odgovorna za prve vezi, ki so me vezale na mojo mamo. Toda navezanosti, ki so nastale pozneje zaradi skupnih lastnosti duha, je veliko težje prekiniti kot tiste, ki so nastale zgolj s krvjo.«
Njegova mati je bila tista, ki je Ludviku dala vero v absolutno in božansko moč njegove monarhične vladavine.
V otroštvu sta zanj skrbeli guvernanti Françoise de Lansac in Marie-Catherine de Senecey. Leta 1646 je Nicolas Villeroi postal učitelj mladega kralja. Ludvik XIV. se je spoprijateljil z Villeroievimi majhnimi otroki, zlasti s Françoisom Villeroiem, in je čas preživljal med pariško kraljevo palačo in bližnjim Hotelom de Villeroy.

## Manjšina in fronda

### Nasledstvo prestola
Spomladi 1643 je kralj Ludvik XIII. slutil bližajočo se smrt in se je odločil, da bo uredil svoje zadeve za svojega štiriletnega sina Ludvika XIV. Ker ni zaupal presoji svoje španske žene, kraljice Ane, za katero se je pričakovalo, da bo postala edina regentka Francije, je kralj odredil, da bo v imenu njegovega sina odločal regentski svet z Ano na čelu.
Ludvik XIII. je umrl 14. maja 1643. Kraljica Ana je 18. maja s pomočjo pariškega parlamenta, sodnega organa plemičev in visoke duhovščine, razveljavila oporoko svojega moža in postala edina regentka. Izgnala je moževa ministra Chavignyja in Bouthilierja ter za svojega ministra za zunanje zadeve imenovala grofa Brienna. Ana je imela trdno v rokah smer verske politike, dokler njen sin ni leta 1661 postal polnoleten.
Za glavnega ministra je imenovala kardinala Mazarina in mu zaupala vsakodnevno vodenje politike. Nadaljevala je politiko svojega pokojnega moža in kardinala Richelieuja, čeprav sta jo slednja hotela odstraniti od političnih zadev, da bi si priborila absolutno oblast v Franciji in zmago v tujini za svojega sina. Ana je Mazarina zaščitila tako, da je izgnala svoja privrženca, vojvodo Beauforta in Marijo de Rohan, ki sta leta 1643 skovala zaroto proti njemu.
Najboljši primer dokaza Anine zvestobe Franciji je bilo njeno ravnanje z enim od Richelieujevih mož, kanclerjem Pierrom Séguierjem. Séguier je Anno leta 1637 ostro zaslišal (kot "navadnega kriminalca", kot se je spominjala), potem ko je odkril, da je svojemu očetu v Španiji izdajala vojaške skrivnosti. Zato je bila Ana leta praktično v hišnem priporu. S tem, ko je učinkovitega Séguierja obdržala na njegovem položaju, je Ana žrtvovala lastna čustva za interese Francije in svojega sina Ludvika.
Kraljica si je prizadevala za trajen mir med katoliškimi narodi, vendar šele po francoski zmagi nad njeno rodno Španijo. Delno katoliško je usmerila tudi francosko zunanjo politiko. To je čutila Nizozemska, francoska protestantska zaveznica, ki je leta 1648 s Španijo sklenila ločeni mir.
Leta 1648 sta se Ana in Mazarin uspešno pogajala o Vestfalskem miru, ki je končal tridesetletno vojno. Njegovi pogoji so zagotovili nizozemsko neodvisnost od Španije, podelili nekaj avtonomije različnim nemškim knezom Svetega rimskega cesarstva in Švedski podelili sedeže v cesarskem parlamentu ter ozemlja, ki so nadzorovala ustja rek Odre, Labe in Vezere. Francija je od poravnave imela največ koristi. Avstrija, ki ji je vladal habsburški cesar Ferdinand III., je Franciji odstopila vsa habsburška ozemlja in zahteve v Alzaciji ter priznala njeno dejansko suverenost nad tremi škofijami Metz, Verdun in Toul. Poleg tega so številne majhne nemške državice iskale francosko zaščito, saj so se želele osvoboditi habsburške nadvlade. To je prineslo ustanovitev Renske lige leta 1658, ki je še dodatno zmanjšala cesarsko moč.

### Zgodnja dejanja
Ko se je tridesetletna vojna končala, je v Franciji izbruhnila državljanska vojna, znana kot fronda. Ta je dejansko preprečila Franciji, da bi izkoristila Vestfalski mir. Ana in Mazarin sta v veliki meri sledila politiki kardinala Richelieuja in krepila moč krone na račun plemstva in parlamentov. Ana se je bolj ukvarjala z notranjo politiko kot z zunanjimi zadevami. Bila je zelo ponosna kraljica, ki je vztrajala pri božanskih pravicah francoskega kralja.
Vse to jo je pripeljalo do tega, da je zagovarjala odločno politiko v vseh zadevah, povezanih s kraljevo avtoriteto, na način, ki je bil veliko bolj radikalen od tistega, ki ga je predlagal Mazarin. Kardinal je bil popolnoma odvisen od Anine podpore in je moral uporabiti ves svoj vpliv na kraljico, da bi ublažil nekatera njena radikalna dejanja. Ana je zaprla vsakega aristokrata ali člana parlamenta, ki je izpodbijal njeno voljo. Njen glavni cilj je bil prenesti na sina absolutno oblast v zadevah financ in pravosodja. Eden od voditeljev pariškega parlamenta, ki ga je zaprla, je umrl v zaporu.
Frondeurji, politični dediči nezadovoljne fevdalne aristokracije, so si prizadevali zaščititi svoje tradicionalne fevdalne privilegije pred vse bolj centralizirano kraljevo vlado. Poleg tega so verjeli, da jim tradicionalni vpliv in oblast uzurpirajo nedavno oplemeniteni birokrati (Noblesse de Robe ali "plemstvo halje"), ki so upravljali kraljestvo in na katere se je monarhija vse bolj zanašala. To prepričanje je okrepilo nezadovoljstvo plemičev.
Leta 1648 sta Ana in Mazarin poskušala obdavčiti člane pariškega parlamenta. Člani so zavrnili pokorščino in ukazali sežgati vse prejšnje kraljeve finančne odloke. Mazarin je na vztrajanje kraljice Ane po navdušenju nad zmago Ludvika II. Condéjskega v bitki pri Lensu kot demonstracijo moči aretiral nekdanje člane parlamenta. Z Aninega vidika najpomembnejša aretacija je bila aretacija Pierra Broussela, enega najpomembnejših voditeljev pariškega parlamenta.
Ljudje v Franciji so se pritoževali nad širjenjem kraljeve oblasti, visoko stopnjo obdavčitve in zmanjšanjem avtoritete pariškega parlamenta ter drugih regionalnih predstavniških subjektov. Zaradi tega so v Parizu izbruhnili nemiri. Ana je bila pod močnim pritiskom prisiljena izpustiti Broussela. Poleg tega je v noči z 9. na 10. februar 1651, ko je bil Ludvik star dvanajst let, množica jeznih Parižanov vdrla v kraljevo palačo in zahtevala, da vidijo svojega kralja. Odpeljali so jih v kraljevo spalnico, kjer so opazovali Ludvika, ki se je pretvarjal, da spi, se pomirili in nato tiho odšli. Grožnja kraljevi družini je Ano spodbudila, da je s kraljem in njegovimi dvorjani pobegnila iz Pariza.
Kmalu zatem je sklenitev Vestfalskega miru Condéjevi vojski omogočila, da se je vrnila, da bi pomagala Ludviku in njegovemu dvoru. Condéjeva družina je bila takrat blizu Ani, zato se je veliki grof strinjal, da ji bo pomagal pri poskusu obnovitve kraljeve oblasti. Kraljičina vojska pod vodstvom Condéja je napadla upornike v Parizu. Upornike je vodila Anina stara prijateljica Marie de Rohan. Beaufort, ki je pobegnil iz zapora, kamor ga je Ana zaprla pet let prej, je bil vojaški vodja v Parizu pod Contijevim nadzorom. Po nekaj bitkah je bil dosežen politični kompromis. Podpisali so Rueilski mir in dvor se je vrnil v Pariz.

## Po frondi do nastopa Ludvika
Po frondi je kardinal Mazarin, ki je vladal namesto mladega Ludvika XIV., prisilil Španijo, da je podpisala pirenejski mir (1659). Francija je s tem mirom pridobila nekaj ozemlja na jugu, trdno mejo v Pirenejih in ženitno pogodbo med Ludvikom XIV. in najstarejšo hčerko španskega kralja (Filipa IV. Španskega).
Po Mazarinovi smrti (1661) je prišel na oblast Ludvik XIV. ter nadaljeval absolutistično politiko svojih predhodnikov. Obnovil je vladarske predpravice, odpravil položaj prvega ministra, visoko plemstvo je zadolžil za razne službe na dvoru ali pa mu je dajal denarne podpore, tako da je postalo popolnoma odvisno od njegove milosti, ter utrjeval svoj položaj kralja po božji pravici, sončnega kralja. Škof Bossuet je v Razpravi o svetovni zgodovini in v spisu Politika, teoretično upravičil in utemeljil veljavnost božanskega poslanstva sončnega kralja.

## Popolna vladavina Ludvika XIV.
Po t. i. frondi je bilo v Franciji naslednje stoletje zelo malo uporov. Nobenega med plemiči, le en protestantski in nekaj kmečkih uporov. Namesto tega je kralj spodbujal vero v svoj polbožanski položaj. Večina monarhov celinske Evrope je imela Ludvika za mojstra vladarskih veščin. Vendar tudi Ludvikova vladavina ni bila popolna. Za bliščem in državniškimi uspehi so se skrivali problemi v notranji strukturi države, duhovna nesvoboda, razmajane državne finance in nazadovanje v gospodarstvu. Ob gradnji palače v Versaillesu je postala zelo očitna Ludvikova moč, ki se je kazala tudi v pravilih vedenja in življenja na dvoru. Ludvik je zopet vpeljal intendante ter z njimi okrepil civilno oblast. Zdaj je lahko kralj posegal v vsakdanje življenje navadnih ljudi. Kaj takega je bilo prej nepredstavljivo. Zdaj so imeli natančno predpisane obleke, plače, vedenje in verovanje. Moč Ludvika XIV. je postala tako rekoč absolutna. Države ni več delil z vrhovnim sodiščem, plemiči ali protestanti. To povejo tudi besede, ki mu jih pripisujejo: »L'etat, c'est moi« - »Država, to sem jaz.«
Absolutizem je bil najbolj viden v vojaških zadevah. Ludvik XIV. je veliko raziskoval. Vsakič si je Francija močneje utrdila meje in se bolj zavarovala pred tujimi vpadi. Toda za to je bila potrebna vedno večja armada.

## Izvor vzdevka
Ludvika XIV. so poimenovali Sončni kralj (fr. Le Roi Soleil). Vzdevek dolguje vlogi Sonca, ki jo je igral pri petnajstih letih v Baletu noči, kjer je na glavi nosil ogromno masko sonca. V času njegovih sodobnikov ni bilo nenavadno, da so se kralji ukvarjali z baletom. Med drugim je v njih rad plesal njegov oče Ludvik XIII.

### Citirana dela
- Barentine, John C. (2016). Uncharted Constellations: Asterisms, Single-Source and Rebrands. Springer Publishing. ISBN 978-3-3192-7619-9.
- Bluche, François (1990). Louis XIV. Translated by Greengrass, Mark. New York: Franklin Watts. stran 11. ISBN 978-0-5311-5112-9.
- Fraser, Antonia (2006). Love and Louis XIV: The Women in the Life of the Sun King. New York: Random House, Inc. ISBN 978-1-4000-3374-4.
- Nathan, James (jesen 1993). "Force, Order, and Diplomacy in the Age of Louis XIV". Virginia Quarterly Review. 69 (4). Charlottesville: University of Virginia.
- Panhuysen, Luc (2016). Oranje tegen de Zonnekoning: De strijd van Willem III en Lodewijk XIV om Europa (in Dutch). Atlas Contact. ISBN 978-9-0450-2329-8.
- Petitfils, Jean-Christian (2002). Louis XIV (v francoščini). Paris: Perrin. OCLC  423881843.
- Spielvogel, Jackson J. (2016). Western Civilization: A Brief History, Volume I: To 1715. Cengage Learning. ISBN 978-1-3058-8842-5.